# グリーゼ433d
グリーゼ433d（英語: Gliese 433 d）もしくはGJ 433 dは、うみへび座の方向に約29.5光年離れた位置にある赤色矮星グリーゼ433（GJ 433）を公転する太陽系外惑星である。最低で地球の5倍の質量を持ち、2020年に新たに発見された他の4つの惑星と同時に存在が発表された。